# Акерманска конвенция
Акерманската конвенция е споразумение между Руската и Османската империи, подписано в Акерман на 25 септември (7 октомври нов стил) 1826 г.

На 5 март (17 март нов стил) 1826 император Николай I подписва ултимативна нота, която е връчена на османското правителство на 29 март (5 април нов стил). С нея Високата порта е подканена да изпълни условията по Букурещкия договор от преди войната на Наполеон с Русия. Според нотата Портата трябва да изтегли войската си от Молдова и Влашко и да определи представители за преговори по сключването на ново споразумение. На 22 април (5 май нов стил) османското правителство съобщава в отговор на нотата, че приема исканията на Русия с което се слага началото на преговорите по подписване на нов мирен договор.
С Акерманската конвенция като международен акт се потвърждават условията по сключения през 1812 година Букурещки мирен договор. Османската империя признава границата по река Дунав и преминаването към Русия на Сухуми, Редут кале и Анакрия. Високата порта се ангажира в рамките на година и половина да плати по всички искови претенции на руски граждани срещу Османската държава, предоставяйки на руските поданици право на свободна търговия по цялата територия на империята, както и право на свободно плаване за руските търговски кораби по река Дунав и в османски териториални води.
С Акерманската конвенция Османската империя гарантира автономния статут на княжествата Влашко и Молдова, като се съгласява техните князе за в бъдеще да се избират из средите на местните боляри и да не могат да бъдат сменяни без съгласието на Русия. С Акерманската конвенция е гарантирана автономията и на Сръбското княжество.
Акерманската конвенция е крупен успех на руската дипломация, гарантирайки руските интереси на Балканите. Същевременно Портата гледа на нея като на временна отстъпка поради затрудненията си с омиротворяването на еничарите, последвано от окончателното разформироване и ликвидиране на Еничарския корпус през лятото на 1826 година.
На 8 декември (20 декември нов стил) 1827 година султан Махмуд II обявява денонсирането на Акерманската конвенция от страна на Османската империя. Този акт става един от поводите за обявяване от Русия на нова война. Войната завършва с подписването на Одринския мирен договор от 1829 година, в чийто основни постановки се залагат в полза на победителя още по-разширени положения от тези залегнали в разпоредбите на Акерманската конвенция.